# Рыбка по имени Ванда
«Рыбка по имени Ванда» (англ. A Fish Called Wanda) — британско-американский художественный фильм с элементами чёрного юмора. Премия «Оскар» за лучшую мужскую роль второго плана (Кевин Клайн), премия BAFTA за лучшую мужскую роль (Джон Клиз) и мужскую роль второго плана (Майкл Пейлин). Премьера состоялась 7 июля 1988 года в Нью-Йорке, 13 июля — в Беверли-Хиллз (Калифорния). В массовый прокат в США фильм вышел 15 июля 1988 года.
Общие сборы составили 63,5 млн долларов в США, 12 млн фунтов в Великобритании.

## Сюжет
Действие фильма происходит в Лондоне. Сборная команда четверых преступников (из двоих американцев и двоих англичан) осуществляет вооружённое ограбление офиса ювелирной компании. Трое участников преступления считают себя любовниками Ванды Гершвиц. Один из них, Кен Пайл, разводит аквариумных рыбок и одну из рыбок даже назвал в честь Ванды. Прагматичная Ванда, впрочем, собирается единолично присвоить себе всю выручку от ограбления и немедленно сдаёт полиции главаря банды Джорджа Томасона. Перед арестом он успевает перепрятать награбленное. Ванда пытается найти, куда же делись бриллианты на 20 млн фунтов стерлингов. Подозревая, что Джордж открыл место нового тайника своему адвокату Арчи Личу, Ванда соблазняет Арчи.
Ванда, обладающая врождённым даром актрисы, может свести с ума любого мужчину, но в случае с Арчи сама начинает питать чувства к чопорному англичанину. Арчи давно уже надоела его скучная и строгая жена, консервативный образ жизни. Сумасшедшая любовная интрига пробуждает в нём давно забытые эмоции. Арчи вместе с Вандой завладевает сокровищем и бежит из Лондона в Рио-де-Жанейро.

## В ролях
- Джон Клиз — Арчи Лич
- Джейми Ли Кёртис — Ванда Гершвиц
- Кевин Клайн — Отто Уэст
- Майкл Пейлин — Кен Пайл
- Мария Айткин — Венди Лич
- Том Джорджсон — Джордж Томасон
- Патриция Хейс — миссис Аллен Коуди
- Джоффри Палмер — судья

## Съёмочная группа
- Режиссёр — Чарльз Крайтон
- Сценаристы — Джон Клиз, Чарльз Крайтон
- Исполнительные продюсеры — Стив Эбботт, Джон Клиз
- Продюсер — Майкл Шамберг (Michael Shamberg)
- Оператор — Алан Хьюм (Alan Hume)
- Композитор — Джон Дю Пре (John Du Prez)

Производство «Метро-Голдвин-Мейер» (Metro-Goldwyn-Mayer Pictures, Inc.).

## Восприятие
В 1989 году при просмотре фильма умер от смеха датский врач Оле Бентсен.

## Награды и номинации

### Награды
- 1989 — премия «Оскар» Кевину Клайну за лучшую роль второго плана
- 1989 — премия «ASCAP Film and Television Music Awards» композитору Джону Дю Пре
- 1989 — премия BAFTA:
  - Джону Клизу за лучшее исполнение главной роли;
  - Майклу Палину за лучшее исполнение роли второго плана.
- 1989 — Премия Давид ди Донателло
  - Лучший сценарий иностранного фильма

### Номинации
- 1989 — на премию «Оскар»:
  - Чарльза Крайтона за лучшую режиссуру;
  - Джона Клиза и Чарльза Крайтона за лучший сценарий.
- 1989 — на премию Золотой Глобус
  - Лучший фильм, лучший актёр и лучшая актриса
- 1989 — на премию BAFTA в семи категориях.

## Рецензии
- Рецензия Алекса Экслера